# Wildspiegel

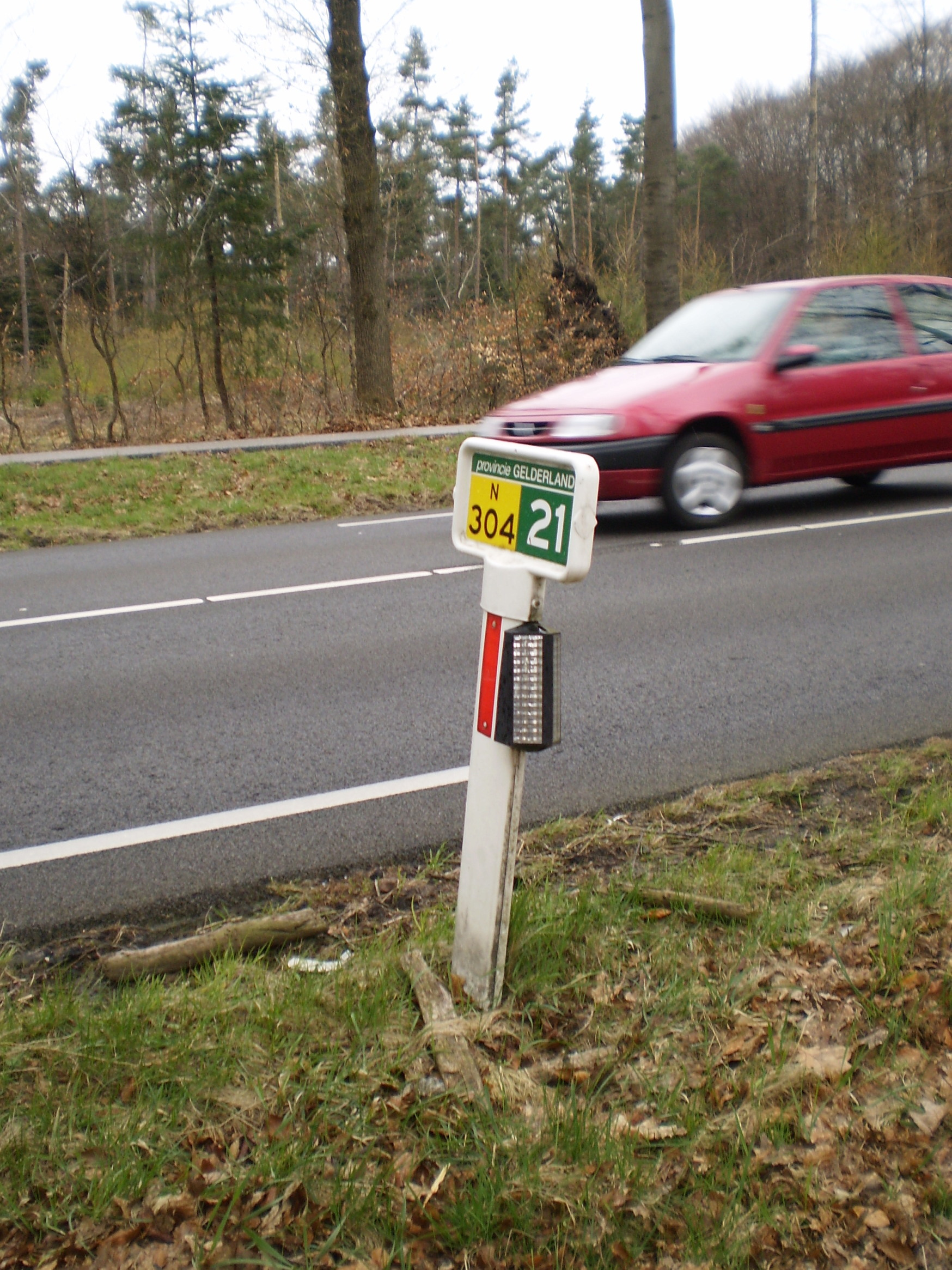
Wildspiegel aan reflectorpaal

Wildspiegels zijn paaltjes met een roestvrijstalen gepolijste spiegel van 9 x 9 cm of een kunststof reflector met prisma's. Ze staan in wegbermen en zijn bedoeld om wild, en dan met name reeën, ervan te weerhouden een weg over te steken als er een auto nadert.

## Werking
Het uitgestraalde licht van naderende auto's wordt in een hoek van 90 graden weerkaatst in een steeds wijder wordende baan, eerst over de rijweg en vervolgens in het aangrenzende bos. Het in de richting van de rijweg rennende wild krijgt zo het autolicht recht in de ogen en stopt. De auto passeert tijdens die 'stop', het autolicht verdwijnt uit de spiegel en het wild vervolgt zijn weg en kan de weg oversteken. Nieuwere modellen wildspiegels bestaan uit horizontaal roterende molentjes met spiegels die aan een reflectorpaal worden bevestigd.

## Effectiviteit
Wildspiegels staan langs vele wegen in bosrijke gebieden in Nederland in de berm. Het systeem is bedacht door de heer van Ree van Rijkswaterstaat en heeft inmiddels navolging gevonden in Zweden en Canada. Er zijn echter ook sceptici bij Rijkswaterstaat die aan de hand van onderzoek van Alterra uit 1998 betogen dat het effect van de spiegels op het aantal aanrijdingen niet is aangetoond. Tellingen hebben uitgewezen dat het aantal incidenten op trajecten met spiegels na een aanvankelijke afname later weer toenam.

## Wildmolen

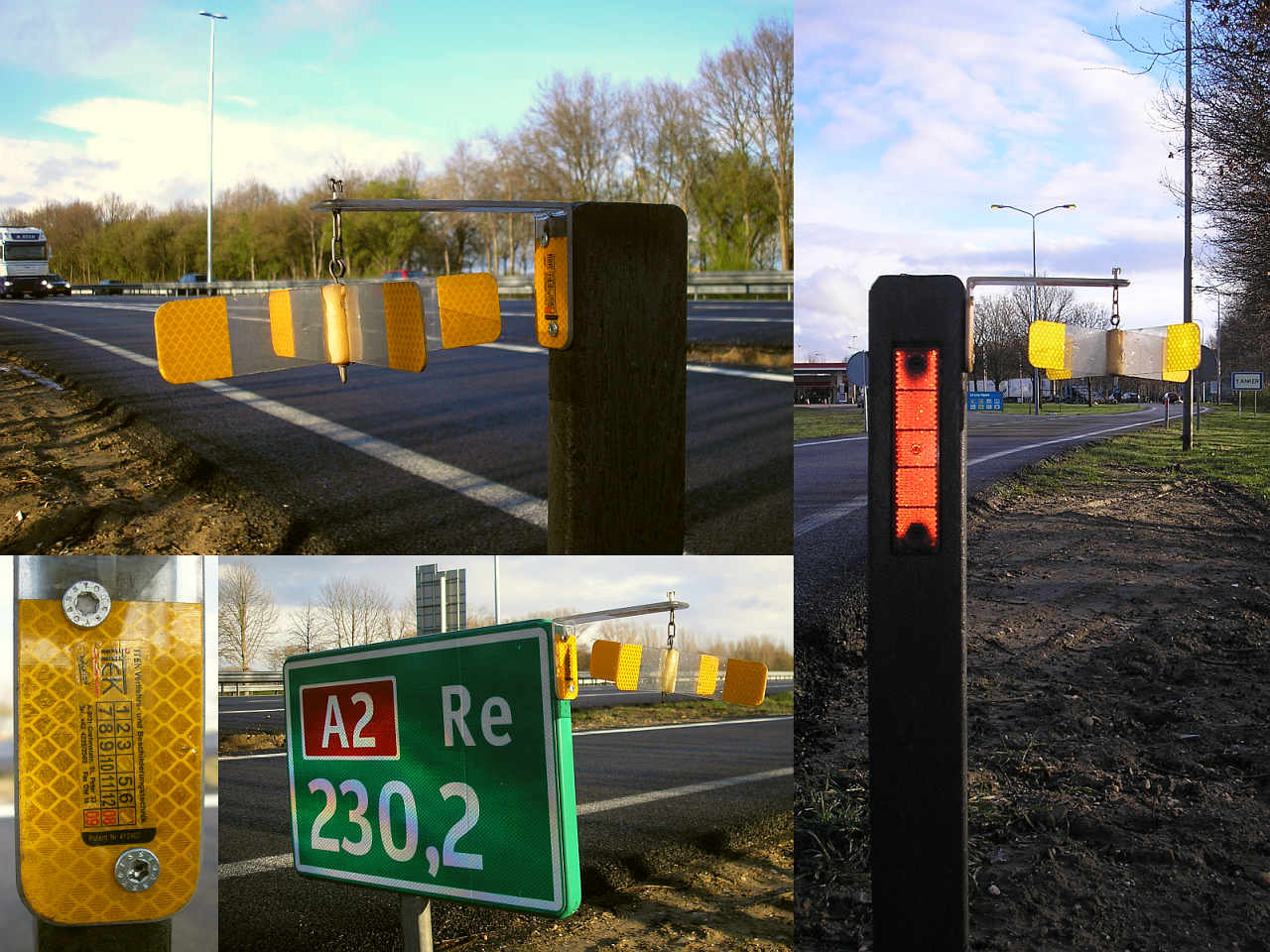
Wildmolen

Omdat de vaste reflecterende plaatjes niet altijd voldoende effectief blijken wordt sinds 2007 op verschillende plaatsen geëxperimenteerd met het gebruik van bewegelijk opgehangen wildspiegels. Ze bestaan uit een schoepenrad van twee kruislings verbonden plaatjes plexiglas met reflectoren op de uiteinden. Deze 'wildmolens' lijken aan het doel te beantwoorden. Op een traject langs rijksweg A2 in Nederlands Limburg werd gedurende een proef geen enkele ree meer aangereden. Een aantal wegbeheerders is sindsdien overgegaan op dit uit Oostenrijk afkomstige systeem. Het nadeel van de bewegelijk opgehangen reflectoren is wel dat zij meer kwetsbaar zijn voor bijvoorbeeld vandalisme. Op de reflectoren is daarom een strenge waarschuwing aangebracht.